# الشرائع العليا
الشرائع العليا قرية سعودية، تتبع مركز الجعرانة التابعة لإمارة منطقة مكة المكرمة. تقع في شمال شرق مكة المكرمة، وتبعد عنها قرابة 25 كم.

## وصف القرية
تبعد القرية عن المركز حوالي 23 كيلو متر بإتجاه الشرق، نوع الطريق أسفلت. خدمات التعليم: مدرسة الشرائع العيا الابتدائية مدرسة الشرائع العليا المتوسطة مدرسة الشرائع العليا الثانية المتوسطة الليلية مدرسة الشرائع العيا تعليم الكبار (ذكور)، مدرسة الشرائع العليا الابتدائية مدرسة الشرائع العليا المتوسطة ومدسة الشرائع العليا الثانوية ومدرسة الشرائع العليا تعليم الكبيرات (إناث). كما يوجد في المركز مركز رعاية صحية أولية وشرطة وكهرباء عامة ومكتب بريد وخدمة بلدية ومكتب برق وهاتف وبث تلفزيون.